# Театр пластичної драми на Печерську

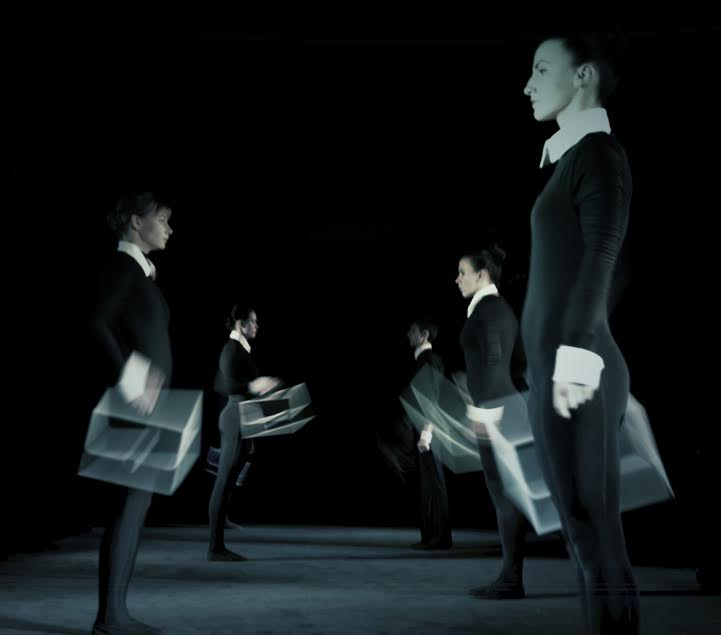
з вистави «Історії великого міста»

Театр пластичної драми на Печерську — колишній єдиний професійний театр цього жанру в Україні. Заклад був заснований у 1988 році та існував до 22 січня 2015 року, коли рішенням Київради був приєднаний до Київського експериментального театру «Золоті ворота» і тим самим єдиний в Україні театр пластичної драми перестав існувати.
Театр розміщувався у Києві в підвалі житлового будинку на вул. Шовковичній, 7-а, де наразі працює театр "Золоті ворота".
У виставах театру актори використовували лише невербальні засоби (пластика, пантоміма, прийоми вільного руху і музика).

## Історія театру
Театр створено 30 грудня 1988 року на базі студії пантоміми. У 1994 році отримав статус державного, має своє приміщення з залом на 50 місць у підвалі житлового будинку по вул. Шовковична, 7-а (площею 357,7 кв. м). Театр комунальної форми власності.
Пластична драма — порівняно молодий вид театрального мистецтва, що виник у другій половині 20 ст. Основоположник цього жанру Гедрюс Мацкявічус постарався, не вдаючись до такого сильного засобу як слово, якомога повніше втілити на сцені за допомогою пластики тіла думку, філософську ідею, відчуття, емоції та сюжет. Театр пластичної драми на Печерську — перший та єдиний представник цього виду мистецтва в Україні.
Художня ідея театру — передати мовою пластики, вільного руху й музики емоційне й духовне життя людини. Активно використовуються такі виразні засоби, як маски-«образи», маски-«характери», предмети-символи. У деяких виставах велике значення мають декорації, які виступають дійовою особою.

## Репертуар театру
1. «Мрійник» за оригінальним сценарієм В.Мішньової 1988 р.
2. «Пори року — кохання» за оригінальним сценарієм В.Мішньової 1988 р.(пластично-драматична композиція)
3. «Альпійська балада» за мотивами однойменного твору В.Бикова 1989 р.
4. «Федра» за мотивами трагедії Ж.Расіна 1989 р.
5. «Квіти пустелі» за мотивами роману А.Франса «Таїс»[7] 1992 р.
6. «Пісня самотньої душі» за мотивами п'єси-феєрії Л.Українки «Лісова пісня» 1994 р.
7. «Портрет» за мотивами однойменної повісті М.Гоголя 1996 р.
8. «Ромео і Джульєтта»[8] за мотивами трагедії В.Шекспіра 1998 р.
9. «Снігова королева» за казкою Г. Х. Андерсена 2000 р.
10. «Отелло — карнавал» за мотивами трагедії В.Шекспіра «Отелло» 2001 р
11. «Отелло» — нова версія 2003 р.
12. «Прощавай, Моцарте…» за мотивами драматичного твору О.Пушкіна «Моцарт и Сальери» 2004 р.
13. «Дон Гуан» за мотивами драматичного твору О.Пушкіна «Каменный гость» 2005 р.
14. «Маленький принц»[9] за однойменною фантастичною повістю А. де Сент-Екзюпері 2007 р.
15. «Я — божевільна!?» за мотивами фантастичної повісті П.Вежинова «Барьер» 2008 р.
16. «Король — олень» за казкою для театру К.Гоцці 2010 р.
17. «Пристрасті за Івановим»[10] за п'єсою Антона Чехова «Іванов», 2013 р.
18. «Історії великого міста»[11], 2014 р.
19. «Музична скринька» (2014 р.)

При театрі працювала театральна студія.

## Фестивалі, нагороди, гастролі
Театр показував свої вистави в рамках щорічного міжнародного фестивалю «Київ Травневий», а також приймав у своєму приміщенні театри з Франції, Данії, Австрії, Швейцарії, Німеччини, Італії. Актори закордонних театрів проводили майстер-класи для акторів театру пластичної драми.
Гран-прі за виставу «Квіти пустелі» в 1999 році на театральному фестивалі «Боспорські агони» в м. Керч (Крим). Театр виграв усі перші премії (за найкращий спектакль, режисуру, головні жіночу і чоловічу ролі.
Театр став одним з переможців на театральному фестивалі «НІМФА» з виставою «Король-Олень» (нагороду «за створення пластично-зорового образу» отримала режисер Віра Мішньова).
Лауреат сьомого Міжнародного театрального фестивалю у м. Дніпродзержинську (2008).
Театр пластичної драми був з гастролями у Львові, Чернігові, Шостці, Херсоні, Кременчуці, Моршині, Трускавці, Тернополі (Україна), Білгороді, Санкт-Петербурзі (Росія), Мінську, Гомелі (Білорусь).

## Театр сьогодні
Актори театру працюють у складних умовах, долаючи адміністративний і фінансовий тиск.
Після звільнення за власним бажанням засновника театру, художнього керівника, режисера-постановника і сценариста Віри Мішньової 1 липня 2014 року Департамент культури КМДА призначив в.о. керівника театру Олександра Никифорова, який всупереч закону досі не оголосив відкритий конкурс на нового художнього керівника та саботує роботу театру.
Департамент культури Києва скоротив 10 штатних одиниць у Театрі пластичної драми на Печерську, зменшив фінансування та ініціював ліквідацію театру шляхом об'єднання з розмовно-драматичним театром «Золоті ворота».
Відповідно до проекту рішення Київради, Театр пластичної драми на Печерську як юридична особа буде ліквідований, а правонаступником усіх прав і обов'язків установи стає театр «Золоті ворота». Метою такої реорганізації, як сказано в пояснювальній записці до проекту рішення, є посилення ефективності та вдосконалення роботи саме театру «Золоті ворота».
Працівники театру виступили проти об'єднання, вимагають від Департаменту культури КМДА звільнити в.о. керівника та подали на них до суду. Печерський районний суд відкрив провадження за позовом про бездіяльність в.о. керівника театру Никифорова і Департаменту культури та ухиляння від виконання рішень трудового колективу театру. Позов подав колектив київського «Театру пластичної драми на Печерську» в особі акторки Тетяни Цапок, на яку рішенням трудового колективу поклали виконання обов'язків худрука театру. У січні проти Департаменту культури КМДА відкрито вже друге судове провадження за позовом профспілки театру.
Театр є організатором міжнародного фестивалю «Mimes, masks & marionettes» («Міми, маски та маріонетки»), який має відбутися у 2016 році на сцені «Театру пластичної драми на Печерську», але опинився під загрозою зриву через дії київської влади.

### Рейдерське захоплення
| У вересні 2014 року Театр пластичної драми був незаконно захоплений Стасом Жирковим, новим художнім керівником київського театру «Золоті ворота», який почав новий сезон свого театру в приміщенні Театру пластичної драми на Печерську, не маючи на це законних підстав, без відповідних рішень київської влади. Жирков заперечує звинувачення в рейдерському захопленні і стверджує, що Театр пластичної драми на Печерську відмовляється надавати його колективу приміщення для роботи. 13 січня Театр провів мирну акцію протесту проти свого знищення київськими чиновниками. Біля театру (вул. Шовковична, 7а) та в урядовому кварталі відбувся вуличний перформанс без слів на тему чиновницького свавілля, а також збір підписів за збереження театру. Тетяна Цапок, актриса театру, на яку рішенням театрального колективу покладено виконання обов'язків художнього керівника: «Замість того, щоб згідно з буквою закону провести відкритий конкурс на нового художнього керівника, Департамент культури КМДА без належних повноважень Київради (власника театру) затіяв нашу „реорганізацію“, яка передбачає подальшу ліквідацію театру як юридичної особи. Ми хочемо нагадати новій київській владі, що подібна реорганізація вимагає узгодження з профспілкою театру, а цього Департамент культури не зробив». «Виконувач обов'язків керівника театру зірвав нам відкриття театрального сезону у вересні. Департамент культури КМДА розпочав відвертий адміністративний тиск на театр із метою його знищення, урізав фінансування, забрав акторські ставки». Володимир Якименко, громадський правозахисник: "Проект рішення передбачає, що після ліквідації Театру пластичної драми, всі активи перейдуть театру «Золоті ворота». Тобто «Золоті ворота» отримають приміщення, отримають все майно Театру пластичної драми. Спочатку акторам пропонували писати заяви за власним бажанням про перехід до інших колективів, потім вони почали пропонувати реорганізацію шляхом ліквідації. Тоді права колективу будуть збережені, проте незрозуміло, як поєднати «єжа і вужа». «Рейдерством є захоплення бізнесу або захоплення підприємства, і те, що сьогодні відбувається з театром пластичної драми, безумовно, підпадає під це поняття. І знову-таки постає питання, чому саме театр „Золоті ворота“ обрані як отримувач усіх активів, майна театру, який може бути ліквідований». 14 січня акцію було продовжено біля Департаменту культури КМДА (бульвар Шевченка, 3). У столичному Департаменті культури запевняють, що завдяки злиттю двох театрів заощадять бюджетні кошти, але не називають, за рахунок чого саме планують заощадити. 22 січня 2015 року Київрада проголосувала за ліквідацію та реорганізацію Театру пластичної драми на Печерську, хоча проект рішення не містив економічного обґрунтування та був підтриманий профільною комісією Київради без публічного обговорення та залучення експертів. Театр оскаржує рішення про ліквідацію в суді. |

## Аналогічні історії
У схожій ситуації опинився Будинок актора у Києві (розташований у караїмській кенасі на вул. Ярославів Вал, 7). Творчий колектив Будинку актора заявив про спробу рейдерського захоплення після того, як Департамент культури КМДА відмовив йому в праві оренди приміщення.